# Osvaldo Wehbe
Osvaldo Alfredo Wehbe (Río Cuarto, Argentina, 27 de febrero de 1957-Ibidem, 13 de agosto de 2020) fue un relator y periodista de fútbol argentino. 

## Carrera periodística
Relató en Radio Rivadavia con José María Muñoz y en Radio Continental con Víctor Hugo Morales. Además condujo LV3 en Radio con Vos y tuvo un papel en la película Mochila de plomo.

## Fallecimiento
Falleció el 13 de agosto de 2020 por un accidente cerebrovascular que sufrió días antes y lo mantuvo internado en la ciudad de Río Cuarto.